# 표류도
《표류도》는 한국에서 제작된 권영순 감독의 1960년 영화이다. 김진규 등이 주연으로 출연하였고 성동호 등이 제작에 참여하였다.

## 출연

### 주연
- 김진규
- 문정숙
- 최무룡
- 엄앵란

## 기타
- 원작자: 박경리
- 조명: 고해진
- 녹음: 이경순
- 미술: 박석인